# Micrognathozoa
Micrognathozoa (Động vật có hàm nhỏ) là 1 ngành động vật không xương sống, có thể khoang giả (pseudocoelomata). Được phát hiện vào năm 2000 bởi Kristensen và Funch. Ngành chứa một loài duy nhất, Limnognathia maerski. Một loài động vật có kích thước hiển vi, được phát hiện ở Greenland vào năm 2000. Các mẫu vật, được tìm thấy từ các suối nước nóng trên đảo Disko, và đã chuyển đến Bảo tàng Động vật học ở Copenhagen. Theo phân tích phân tử, chúng có liên quan đến Luân trùng (rotifera), giun hàm (gnathosmulida) và Chaetognatha trong nhánh Gnathifera.
Nó cũng được tìm thấy tại Quần đảo Crozet  ở Nam Cực. Với chiều dài trung bình 100 micromet (μm), nó là một trong những loài động vật nhỏ nhất được biết đến.

## Phát sinh loài
Vị trí phát sinh của Micrognathozoa:

|  | Seisonida                                                      |
|  |                                                                |
|  | \| \| Eurotatoria \| \| \| \| \| \| Acanthocephala \| \| \| \| |
|  |                                                                |
|  | Eurotatoria                                                    |
|  |                                                                |
|  | Acanthocephala                                                 |
|  |                                                                |

|  | Eurotatoria    |
|  |                |
|  | Acanthocephala |
|  |                |

|  | Seisonida                                                      |
|  |                                                                |
|  | \| \| Eurotatoria \| \| \| \| \| \| Acanthocephala \| \| \| \| |
|  |                                                                |
|  | Eurotatoria                                                    |
|  |                                                                |
|  | Acanthocephala                                                 |
|  |                                                                |

|  | Eurotatoria    |
|  |                |
|  | Acanthocephala |
|  |                |

|  | Seisonida                                                      |
|  |                                                                |
|  | \| \| Eurotatoria \| \| \| \| \| \| Acanthocephala \| \| \| \| |
|  |                                                                |
|  | Eurotatoria                                                    |
|  |                                                                |
|  | Acanthocephala                                                 |
|  |                                                                |

|  | Eurotatoria    |
|  |                |
|  | Acanthocephala |
|  |                |

|  | Seisonida                                                      |
|  |                                                                |
|  | \| \| Eurotatoria \| \| \| \| \| \| Acanthocephala \| \| \| \| |
|  |                                                                |
|  | Eurotatoria                                                    |
|  |                                                                |
|  | Acanthocephala                                                 |
|  |                                                                |

|  | Eurotatoria    |
|  |                |
|  | Acanthocephala |
|  |                |